# Химмеродский меморандум
Химмеродский меморандум — документ, принятый высшим армейским руководством ФРГ на совещании в монастыре Химмерод (который и дал название меморандуму) в октябре 1950 года и касавшийся кардинального перевооружения германской армии.
Поводом к перевооружению стала ситуация на Корейском полуострове, сложившаяся к 1950 году, когда северокорейские войска, опираясь на помощь со стороны СССР и Китая, заняли почти всю территорию Южной Кореи. В высшем руководстве ФРГ многие считали, что подобное может случиться и в разделённой в 1949 году на два государства Германии, и опасались возможного скорого удара со стороны СССР и его восточноевропейских союзников.
Подготовка к принятию меморандума была начата в обстановке строжайшей секретности ещё в мае 1950 года по непосредственному приказу канцлера Конрада Адэнауэра своему военному советнику, генералу Герхарду фон Шверину. В меморандуме был изложен детальный план, реализовать который планировалось с американской помощью, по формированию внутренней структуры будущего бундесвера, а также прописано конкретное количество дивизий, которые предполагалось сформировать, видов вооружения и военной техники, планируемых к производству или закупке, и так далее: например, было установлено увеличить количество танков на 3600 единиц, а боевых самолётов различных типов — на 821 единицу. Почти все из принимавших участие в разработке меморандума ранее служили в вооружённых силах нацистской Германии.